# Отава

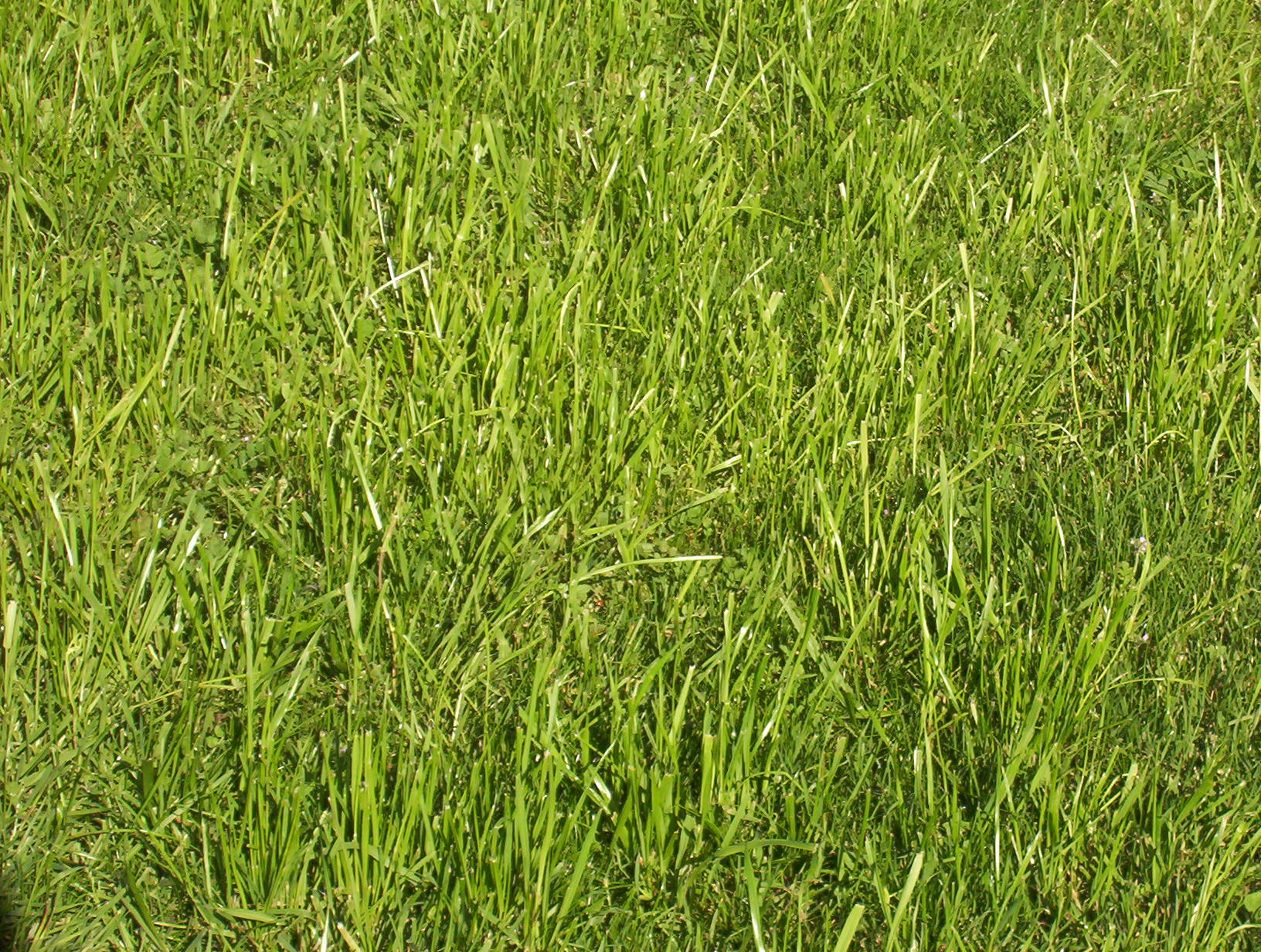
Трава на леваді.

Ота́ва — трава, що виросла на місці скошеної або після випасання худоби. На природних сінокосах врожай отави звичайно становить 30 — 50 % врожаю першого укосу.
Вважають, що отава соковитіша і м'якша за первинну траву, що була до неї, в ній більше протеїну і менше клітковини, ніж у квітучих рослинах кормових трав. Отаву сушать на сіно, силосують, з неї виготовляють трав'яне борошно.

## Отава у творчості
Символ трави, що виросла на місці скошених сільськогосподарських культур, набув популярності у культурі й творчості. Він яскраво відображає те, що на місце полеглих українців зростають нові покоління. Як приклад — території, що найбільш постраждали від Голодомору, було заселено абсолютно іншими людьми з інших територій, але вони зробили внесок в українську сучасність. Гурт HASPYD у пісні «Отава-трава» порівнює з отавою полеглого козака, що загинув у бою, але з його крові та праху зросте новий врожай і житимуть нові люди. А гурт Rock-H випустив цілий альбом під назвою «Отава».